# Torneo Clausura 2023 (Paraguay)
El Torneo Clausura 2023, llamado «Copa de Primera - Tigo - Ueno Bank», por motivos de patrocinio y denominado también como «Centenario del Club Tacuary» fue la centésima vigésima novena edición del campeonato oficial de Primera División de la Asociación Paraguaya de Fútbol (APF). El Club Libertad se coronó campeón en la vigésima fecha del torneo, al vencer a Sportivo Luqueño 1 a 0 en un reñido partido.

## Sistema de competición
Como en temporadas anteriores, el modo de disputa es el mismo bajo el sistema de todos contra todos con partidos de ida y vuelta, unos como local y otros como visitante en dos rondas de once jornadas cada una. Es campeón el equipo que acumula la mayor cantidad de puntos al término de las 22 fechas.
En caso de igualdad de puntos entre dos contendientes se define el título tomando los siguientes parámetros:
1. Puntos en partidos directos.
2. Diferencia de goles en partidos directos.
3. Saldo de goles.
4. Mayor cantidad de goles marcados.
5. Mayor cantidad de goles a favor.
6. Partido extra en campo neutral.

De existir más de dos en disputa se toman en cuenta los mismos parámetros excepto el último punto, siendo como última opción sorteo.
Para determinar el descenso, los dos últimos equipos en la tabla de promedios descenderán a la División Intermedia.

## Equipos participantes

### Localización
La mayoría de los clubes (9) se concentra en la capital del país. En tanto uno pertenece al departamento de Guairá, otro al departamento Central y el último al de Alto Paraná. Se incluye al estadio Defensores del Chaco, propiedad de la Asociación Paraguaya de Fútbol, debido a su uso frecuente por equipos que optan oficiar ahí como locales.
| Distrito capital/Departamento | Cantidad | Equipos |
| ----------------------------- | -------- | --- |
| Asunción                      | 9        | Cerro Porteño / Olimpia / Guaraní / Libertad / Nacional / Tacuary / Resistencia / Sportivo Ameliano / Sportivo Trinidense |
| Departamento Central          | 1        | Sportivo Luqueño |
| Departamento de Guairá        | 1        | Guaireña FC |
| Departamento de Alto Paraná   | 1        | General Caballero JLM |

### Información de equipos
Listado de los equipos que disputarán el segundo torneo de la temporada. El número de equipos participantes para esta temporada es de 12.
| Equipo                | Ciudad                   | Estadio                     | Capacidad | Fundación               | Títulos | Subtítulos | Proovedor     | Patrocinador            |
| --------------------- | ------------------------ | --------------------------- | --------- | ----------------------- | ------- | ---------- | ------------- | ----------------------- |
| Cerro Porteño         | Asunción                 | General Pablo Rojas         | 45 000    | 1 de octubre de 1912    | 34      | 35         | Puma          | Tigo                    |
| General Caballero JLM | Dr. Juan León Mallorquín | Ka'arendy                   | 10 120    | 21 de junio de 1962     | 0       | 0          | Kappa         | Sanatorio San Sebastián |
| Guaireña FC           | Villarrica               | Parque del Guairá           | 15 000    | 28 de marzo de 2016     | 0       | 0          | Kyrios        | Coopeduc                |
| Guaraní               | Asunción                 | Rogelio Silvino Livieres    | 2 380     | 12 de octubre de 1903   | 11      | 17         | Kyrios        | Tigo                    |
| Libertad              | Asunción                 | Tigo La Huerta              | 10 100    | 30 de julio de 1905     | 23      | 22         | Puma          | Tigo                    |
| Nacional              | Asunción                 | Arsenio Erico               | 4 434     | 5 de junio de 1904      | 9       | 10         | Kappa         | Banco Continental       |
| Olimpia               | Asunción                 | Manuel Ferreira             | 22 000    | 25 de julio de 1902     | 46      | 25         | Nike          | Tigo                    |
| Resistencia           | Asunción                 | Estadio Luis Alfonso Giagni | 11 000    | 27 de diciembre de 1917 | 0       | 0          | Lotto         | Pulp                    |
| Sportivo Ameliano     | Asunción                 | Estadio Martín Torres       | 3 000     | 6 de enero de 1936      | 0       | 0          | Garcis        | Ayres                   |
| Sportivo Luqueño      | Luque                    | Feliciano Cáceres           | 26 974    | 1 de mayo de 1921       | 2       | 4          | Kyrios        | Banco Río               |
| Sportivo Trinidense   | Asunción                 | Martín Torres               | 3 000     | 11 de agosto de 1935    | 0       | 0          | Saltarín Rojo | Noroda                  |
| Tacuary               | Asunción                 | Estadio Luis Alfonso Giagni | 11 000    | 10 de diciembre de 1923 | 0       | 0          | Saltarín Rojo | Electroban              |

### Intercambios de plazas
| Pos  | Descendidos a la División Intermedia                |
| ---- | --------------------------------------------------- |
| 11.° | Sol de América (Penúltimo de la tabla de promedios) |
| 12.° | 12 de Octubre (Último de la tabla de promedios)     |

| Pos | Ascendidos de la División Intermedia                         |
| --- | ------------------------------------------------------------ |
| 1.º | Sportivo Trinidense (Campeón de la División Intermedia 2022) |
| 2.º | Sportivo Luqueño (Subcampeón de la División Intermedia 2022) |

### Entrenadores
Actualizado el 24 de noviembre de 2023.
| Equipo                | Entrenador/es         | Fechas                      |
| --------------------- | --------------------- | --------------------------- |
| Cerro Porteño         | Facundo Sava          | 1.ª                         |
| Cerro Porteño         | Diego Gavilán         | 4.ª a 11.ª                  |
| Cerro Porteño         | Víctor Bernay         | 2.ª y 3.ª, 12.ª en adelante |
| General Caballero JLM | Troadio Duarte        | 1.ª a 20.ª                  |
| General Caballero JLM | Héctor Fabián Ponce   | 21.ª en adelante            |
| Guaireña              | Luciano Theiler       | 1.ª a 5.ª                   |
| Guaireña              | Humberto Ovelar       | 6.ª en adelante             |
| Guaraní               | Juan Pablo Pumpido    | 1.ª a 6.ª                   |
| Guaraní               | Buenaventura Ferreira | 7.ª y 8.ª                   |
| Guaraní               | Pablo de Muner        | 9.ª en adelante             |
| Libertad              | Daniel Garnero        | 1.ª a 11.ª                  |
| Libertad              | Ariel Galeano         | 12.ª en adelante            |
| Nacional              | Pedro Sarabia         | 1.ª a 7.ª                   |
| Nacional              | Juan Pablo Pumpido    | 8.ª en adelante             |
| Olimpia               | Diego Aguirre         | 1.ª y 2.ª                   |
| Olimpia               | Francisco Arce        | 3.ª en adelante             |
| Resistencia           | Carlos Recalde        | 1.ª en adelante             |
| Sportivo Ameliano     | Humberto García       | 1.ª en adelante             |
| Sportivo Luqueño      | Julio César Cáceres   | 1.ª en adelante             |
| Sportivo Trinidense   | José Arrúa            | 1.ª en adelante             |
| Tacuary               | Iván Almeida          | 1.ª a 11.ª                  |
| Tacuary               | Aldo Bobadilla        | 12.ª a 15.ª                 |
| Tacuary               | Vinícius Eutrópio     | 16.ª en adelante            |

## Clasificación
| Pos. | Equipo                | Pts. | PJ | G  | E  | P  | GF | GC | Dif. |  |
| ---- | --------------------- | ---- | -- | -- | -- | -- | -- | -- | ---- |  |
| 1    | Libertad (C)          | 48   | 22 | 14 | 6  | 2  | 45 | 14 | +31  |  |
| 2    | Cerro Porteño         | 40   | 22 | 10 | 10 | 2  | 41 | 21 | +20  |  |
| 3    | Nacional              | 32   | 22 | 8  | 8  | 6  | 33 | 23 | +10  |  |
| 4    | Guaraní               | 32   | 22 | 9  | 5  | 8  | 20 | 29 | −9   |  |
| 5    | Olimpia               | 31   | 22 | 8  | 7  | 7  | 28 | 26 | +2   |  |
| 6    | Tacuary               | 29   | 22 | 7  | 8  | 7  | 24 | 29 | −5   |  |
| 7    | Sportivo Trinidense   | 27   | 22 | 7  | 6  | 9  | 34 | 35 | −1   |  |
| 8    | Sportivo Ameliano     | 27   | 22 | 8  | 3  | 11 | 32 | 34 | −2   |  |
| 9    | General Caballero JLM | 25   | 22 | 6  | 7  | 9  | 18 | 24 | −6   |  |
| 10   | Sportivo Luqueño      | 24   | 22 | 6  | 6  | 10 | 24 | 28 | −4   |  |
| 11   | Guaireña (D)          | 24   | 22 | 6  | 6  | 10 | 29 | 41 | −12  |  |
| 12   | Resistencia (D)       | 19   | 22 | 5  | 4  | 13 | 20 | 44 | −24  |  |

Actualizado a los partidos jugados el 1 de diciembre de 2023.
 Fuente: APF
Criterios de clasificación: 1) Puntos; 2) Puntos en partidos directos; 3) Diferencia de gol en partidos directos; 4) Diferencia de gol; 5) Goles anotados; 6) Play-off o sorteo.
| (C) | Clasifica a la Copa Libertadores 2024. |

## Evolución de la clasificación
| Equipo \ Jornada      | 01 | 02 | 03 | 04 | 05 | 06 | 07 | 08 | 09  | 10   | 11 | 12 | 13 | 14 | 15 | 16 | 17 | 18 | 19 | 20 | 21 | 22 |
| --------------------- | -- | -- | -- | -- | -- | -- | -- | -- | --- | ---- | -- | -- | -- | -- | -- | -- | -- | -- | -- | -- | -- | -- |
| Sportivo Trinidense   | 3  | 6  | 10 | 9  | 11 | 12 | 9  | 11 | 9   | 8    | 11 | 7  | 9  | 6  | 5  | 9  | 9  | 10 | 10 | 10 | 9  | 7  |
| Cerro Porteño         | 11 | 7  | 3  | 2  | 2  | 2  | 2  | 2  | 2   | 2    | 2  | 2  | 2  | 2  | 2  | 2  | 2  | 2  | 2  | 2  | 2  | 2  |
| General Caballero JLM | 6  | 3  | 6  | 5  | 6  | 4  | 4  | 5  | 6   | 7    | 10 | 8  | 4  | 4  | 6  | 6  | 7  | 7  | 9  | 9  | 7  | 9  |
| Guaireña              | 1  | 2  | 5  | 8  | 9  | 7  | 6  | 10 | 8   | 9    | 7  | 10 | 11 | 12 | 10 | 11 | 11 | 11 | 11 | 11 | 10 | 11 |
| Guaraní               | 4  | 8  | 4  | 6  | 7  | 9  | 10 | 7  | 5   | 6    | 4  | 3  | 3  | 3  | 3  | 3  | 4  | 4  | 4  | 3  | 3  | 4  |
| Libertad              | 2  | 1  | 1  | 1  | 1  | 1  | 1  | 1  | 1   | 1*   | 1* | 1  | 1  | 1  | 1  | 1  | 1  | 1  | 1  | 1  | 1  | 1  |
| Nacional              | 12 | 10 | 8  | 7  | 5  | 6  | 8  | 9  | 11  | 12   | 9  | 11 | 8  | 5  | 4  | 4  | 3  | 3  | 3  | 4  | 4  | 3  |
| Olimpia               | 9  | 11 | 12 | 11 | 8  | 10 | 11 | 8  | 10* | 10** | 6* | 5  | 6  | 8  | 7  | 5  | 5  | 5  | 5  | 5  | 5  | 5  |
| Resistencia           | 7  | 4  | 2  | 3  | 3  | 5  | 7  | 6  | 7   | 4    | 3  | 4  | 5  | 7  | 9  | 10 | 10 | 12 | 12 | 12 | 12 | 12 |
| Sportivo Luqueño      | 10 | 9  | 11 | 12 | 12 | 11 | 12 | 12 | 12  | 11   | 12 | 12 | 12 | 10 | 8  | 7  | 6  | 6  | 7  | 8  | 11 | 10 |
| Sportivo Ameliano     | 8  | 12 | 9  | 10 | 10 | 8  | 5  | 3  | 4*  | 3*   | 5  | 6  | 7  | 9  | 11 | 8  | 8  | 9  | 8  | 7  | 8  | 8  |
| Tacuary               | 5  | 5  | 7  | 4  | 4  | 3  | 3  | 4  | 3   | 5    | 8  | 9  | 10 | 11 | 12 | 12 | 12 | 8  | 6  | 6  | 6  | 6  |

Notas:

* Indica la posición del equipo con un partido pendiente.

** Indica la posición del equipo con dos partidos pendientes.

## Fixture
- Los horarios son correspondientes a la hora local de verano (UTC-3) y horario estándar (UTC-4), Asunción, Paraguay.

### Primera vuelta
| Fecha 1             | Fecha 1   | Fecha 1               | Fecha 1                  | Fecha 1    | Fecha 1 |
| Local               | Resultado | Visitante             | Estadio                  | Día        | Hora    |
| ------------------- | --------- | --------------------- | ------------------------ | ---------- | ------- |
| Resistencia         | 1 – 1     | General Caballero JLM | Rogelio Silvino Livieres | 7 de julio | 17:00   |
| Libertad            | 2 – 0     | Nacional              | Tigo La Huerta           | 7 de julio | 19:30   |
| Sportivo Trinidense | 3 – 2     | Sportivo Ameliano     | Martín Torres            | 8 de julio | 16:00   |
| Olimpia             | 1 – 2     | Tacuary               | Manuel Ferreira          | 8 de julio | 18:30   |
| Sportivo Luqueño    | 1 – 2     | Guaraní               | Feliciano Cáceres        | 9 de julio | 16:00   |
| Cerro Porteño       | 1 – 3     | Guaireña              | General Pablo Rojas      | 9 de julio | 18:30   |

| Fecha 2               | Fecha 2   | Fecha 2             | Fecha 2                  | Fecha 2     | Fecha 2 |
| Local                 | Resultado | Visitante           | Estadio                  | Día         | Hora    |
| --------------------- | --------- | ------------------- | ------------------------ | ----------- | ------- |
| Resistencia           | 3 – 2     | Olimpia             | Antonio Aranda           | 15 de julio | 16:00   |
| Sportivo Ameliano     | 0 – 1     | Cerro Porteño       | Villa Alegre             | 15 de julio | 18:30   |
| General Caballero JLM | 2 – 0     | Sportivo Trinidense | Ka'arendy                | 16 de julio | 16:00   |
| Guaraní               | 0 – 3     | Libertad            | Rogelio Silvino Livieres | 16 de julio | 18:30   |
| Guaireña              | 2 – 2     | Sportivo Luqueño    | Parque del Guairá        | 17 de julio | 17:00   |
| Nacional              | 1 – 1     | Tacuary             | Arsenio Erico            | 17 de julio | 19:30   |

| Fecha 3             | Fecha 3   | Fecha 3               | Fecha 3             | Fecha 3     | Fecha 3 |
| Local               | Resultado | Visitante             | Estadio             | Día         | Hora    |
| ------------------- | --------- | --------------------- | ------------------- | ----------- | ------- |
| Tacuary             | 0 – 1     | Guaraní               | Luis Alfonso Giagni | 21 de julio | 19:00   |
| Sportivo Trinidense | 1 – 2     | Resistencia           | Martín Torres       | 22 de julio | 16:00   |
| Cerro Porteño       | 2 – 0     | General Caballero JLM | General Pablo Rojas | 22 de julio | 18:30   |
| Sportivo Luqueño    | 1 – 2     | Sportivo Ameliano     | Feliciano Cáceres   | 23 de julio | 16:00   |
| Olimpia             | 1 – 2     | Nacional              | Manuel Ferreira     | 23 de julio | 18:30   |
| Libertad            | 4 – 3     | Guaireña              | Tigo La Huerta      | 24 de julio | 19:00   |

| Fecha 4               | Fecha 4   | Fecha 4          | Fecha 4                  | Fecha 4     | Fecha 4 |
| Local                 | Resultado | Visitante        | Estadio                  | Día         | Hora    |
| --------------------- | --------- | ---------------- | ------------------------ | ----------- | ------- |
| General Caballero JLM | 1 – 0     | Sportivo Luqueño | Ka'arendy                | 28 de julio | 17:00   |
| Guaraní               | 1 – 1     | Nacional         | Rogelio Silvino Livieres | 28 de julio | 19:30   |
| Sportivo Trinidense   | 1 – 1     | Olimpia          | Villa Alegre             | 29 de julio | 16:30   |
| Sportivo Ameliano     | 0 – 2     | Libertad         | Luis Alfonso Giagni      | 29 de julio | 19:00   |
| Guaireña              | 1 – 2     | Tacuary          | Parque del Guairá        | 30 de julio | 16:00   |
| Resistencia           | 0 – 1     | Cerro Porteño    | Defensores del Chaco     | 30 de julio | 18:30   |

| Fecha 5          | Fecha 5   | Fecha 5               | Fecha 5             | Fecha 5     | Fecha 5 |
| Local            | Resultado | Visitante             | Estadio             | Día         | Hora    |
| ---------------- | --------- | --------------------- | ------------------- | ----------- | ------- |
| Libertad         | 0 – 0     | General Caballero JLM | Tigo La Huerta      | 4 de agosto | 19:00   |
| Cerro Porteño    | 4 – 1     | Sportivo Trinidense   | General Pablo Rojas | 5 de agosto | 16:30   |
| Sportivo Luqueño | 2 – 2     | Resistencia           | Feliciano Cáceres   | 5 de agosto | 19:00   |
| Olimpia          | 5 – 3     | Guaraní               | Manuel Ferreira     | 6 de agosto | 16:00   |
| Nacional         | 2 – 0     | Guaireña              | Arsenio Erico       | 6 de agosto | 18:30   |
| Tacuary          | 2 – 2     | Sportivo Ameliano     | Luis Alfonso Giagni | 7 de agosto | 19:00   |

| Fecha 6               | Fecha 6   | Fecha 6          | Fecha 6             | Fecha 6      | Fecha 6 |
| Local                 | Resultado | Visitante        | Estadio             | Día          | Hora    |
| --------------------- | --------- | ---------------- | ------------------- | ------------ | ------- |
| Sportivo Ameliano     | 2 – 0     | Nacional         | Luis Alfonso Giagni | 11 de agosto | 19:00   |
| Resistencia           | 0 – 1     | Libertad         | Arsenio Erico       | 12 de agosto | 17:00   |
| Guaireña              | 2 – 1     | Guaraní          | Parque del Guairá   | 12 de agosto | 19:30   |
| Cerro Porteño         | 1 – 1     | Olimpia          | General Pablo Rojas | 13 de agosto | 16:30   |
| General Caballero JLM | 0 – 0     | Tacuary          | Ka'arendy           | 14 de agosto | 17:00   |
| Sportivo Trinidense   | 1 – 2     | Sportivo Luqueño | Arsenio Erico       | 14 de agosto | 19:30   |

| Fecha 7          | Fecha 7   | Fecha 7               | Fecha 7                  | Fecha 7      | Fecha 7 |
| Local            | Resultado | Visitante             | Estadio                  | Día          | Hora    |
| ---------------- | --------- | --------------------- | ------------------------ | ------------ | ------- |
| Olimpia          | 1 – 1     | Guaireña              | Defensores del Chaco     | 18 de agosto | 19:00   |
| Guaraní          | 0 – 3     | Sportivo Ameliano     | Rogelio Silvino Livieres | 19 de agosto | 17:00   |
| Libertad         | 0 – 1     | Sportivo Trinidense   | Tigo La Huerta           | 19 de agosto | 19:30   |
| Sportivo Luqueño | 2 – 2     | Cerro Porteño         | Villa Alegre             | 20 de agosto | 17:00   |
| Nacional         | 2 – 3     | General Caballero JLM | Arsenio Erico            | 20 de agosto | 19:30   |
| Tacuary          | 1 – 0     | Resistencia           | Luis Alfonso Giagni      | 21 de agosto | 19:00   |

| Fecha 8               | Fecha 8   | Fecha 8   | Fecha 8              | Fecha 8      | Fecha 8 |
| Local                 | Resultado | Visitante | Estadio              | Día          | Hora    |
| --------------------- | --------- | --------- | -------------------- | ------------ | ------- |
| Sportivo Ameliano     | 4 – 0     | Guaireña  | Luis Alfonso Giagni  | 25 de agosto | 19:00   |
| Sportivo Trinidense   | 1 – 1     | Tacuary   | Martín Torres        | 26 de agosto | 17:00   |
| Cerro Porteño         | 1 – 1     | Libertad  | General Pablo Rojas  | 26 de agosto | 19:30   |
| Sportivo Luqueño      | 0 – 1     | Olimpia   | Defensores del Chaco | 27 de agosto | 16:00   |
| General Caballero JLM | 0 – 1     | Guaraní   | Ka'arendy            | 27 de agosto | 19:00   |
| Resistencia           | 2 – 1     | Nacional  | Luis Alfonso Giagni  | 28 de agosto | 19:00   |

| Fecha 9  | Fecha 9   | Fecha 9               | Fecha 9                  | Fecha 9          | Fecha 9 |
| Local    | Resultado | Visitante             | Estadio                  | Día              | Hora    |
| -------- | --------- | --------------------- | ------------------------ | ---------------- | ------- |
| Guaireña | 2 – 1     | General Caballero JLM | Parque del Guairá        | 1 de septiembre  | 19:00   |
| Tacuary  | 1 – 1     | Cerro Porteño         | Defensores del Chaco     | 2 de septiembre  | 17:00   |
| Libertad | 2 – 0     | Sportivo Luqueño      | Tigo La Huerta           | 2 de septiembre  | 19:30   |
| Guaraní  | 3 – 2     | Resistencia           | Rogelio Silvino Livieres | 3 de septiembre  | 16:30   |
| Nacional | 1 – 2     | Sportivo Trinidense   | Arsenio Erico            | 3 de septiembre  | 19:00   |
| Olimpia  | 4 – 0     | Sportivo Ameliano     | Manuel Ferreira          | 20 de septiembre | 19:30   |

| Fecha 10              | Fecha 10  | Fecha 10          | Fecha 10            | Fecha 10         | Fecha 10 |
| Local                 | Resultado | Visitante         | Estadio             | Día              | Hora     |
| --------------------- | --------- | ----------------- | ------------------- | ---------------- | -------- |
| Sportivo Trinidense   | 0 – 0     | Guaraní           | Martín Torres       | 9 de septiembre  | 16:30    |
| General Caballero JLM | 1 – 4     | Sportivo Ameliano | Ka'arendy           | 9 de septiembre  | 19:00    |
| Sportivo Luqueño      | 3 – 1     | Tacuary           | Feliciano Cáceres   | 10 de septiembre | 16:30    |
| Cerro Porteño         | 1 – 1     | Nacional          | General Pablo Rojas | 10 de septiembre | 19:00    |
| Resistencia           | 1 – 0     | Guaireña          | Arsenio Erico       | 11 de septiembre | 19:30    |
| Libertad              | 4 – 0     | Olimpia           | Tigo La Huerta      | 27 de septiembre | 19:30    |

| Fecha 11          | Fecha 11  | Fecha 11              | Fecha 11                 | Fecha 11         | Fecha 11 |
| Local             | Resultado | Visitante             | Estadio                  | Día              | Hora     |
| ----------------- | --------- | --------------------- | ------------------------ | ---------------- | -------- |
| Guaireña          | 2 – 0     | Sportivo Trinidense   | Parque del Guairá        | 15 de septiembre | 17:00    |
| Nacional          | 2 – 1     | Sportivo Luqueño      | Arsenio Erico            | 15 de septiembre | 19:30    |
| Tacuary           | 0 – 4     | Libertad              | Luis Alfonso Giagni      | 16 de septiembre | 16:30    |
| Olimpia           | 3 – 1     | General Caballero JLM | Manuel Ferreira          | 16 de septiembre | 19:00    |
| Sportivo Ameliano | 1 – 2     | Resistencia           | Luis Alfonso Giagni      | 17 de septiembre | 16:30    |
| Guaraní           | 1 – 0     | Cerro Porteño         | Rogelio Silvino Livieres | 17 de septiembre | 19:00    |

### Segunda vuelta
| Fecha 12              | Fecha 12  | Fecha 12            | Fecha 12                 | Fecha 12         | Fecha 12 |
| Local                 | Resultado | Visitante           | Estadio                  | Día              | Hora     |
| --------------------- | --------- | ------------------- | ------------------------ | ---------------- | -------- |
| General Caballero JLM | 2 – 0     | Resistencia         | Ka'arendy                | 22 de septiembre | 17:30    |
| Guaireña              | 1 – 4     | Cerro Porteño       | Parque del Guairá        | 22 de septiembre | 20:00    |
| Tacuary               | 0 – 0     | Olimpia             | Luis Alfonso Giagni      | 23 de septiembre | 17:30    |
| Nacional              | 2 – 3     | Libertad            | Arsenio Erico            | 23 de septiembre | 20:00    |
| Guaraní               | 2 – 1     | Sportivo Luqueño    | Rogelio Silvino Livieres | 24 de septiembre | 17:30    |
| Sportivo Ameliano     | 0 – 3     | Sportivo Trinidense | Luis Alfonso Giagni      | 24 de septiembre | 20:00    |

| Fecha 13            | Fecha 13  | Fecha 13              | Fecha 13            | Fecha 13         | Fecha 13 |
| Local               | Resultado | Visitante             | Estadio             | Día              | Hora     |
| ------------------- | --------- | --------------------- | ------------------- | ---------------- | -------- |
| Sportivo Trinidense | 0 – 3     | General Caballero JLM | Martín Torres       | 29 de septiembre | 19:00    |
| Tacuary             | 0 – 3     | Nacional              | Luis Alfonso Giagni | 30 de septiembre | 19:00    |
| Cerro Porteño       | 3 – 2     | Sportivo Ameliano     | General Pablo Rojas | 1 de octubre     | 18:00    |
| Libertad            | 0 – 0     | Guaraní               | Tigo La Huerta      | 1 de octubre     | 20:30    |
| Sportivo Luqueño    | 1 – 0     | Guaireña              | Feliciano Cáceres   | 2 de octubre     | 18:00    |
| Olimpia             | 0 – 0     | Resistencia           | Manuel Ferreira     | 2 de octubre     | 20:30    |

| Fecha 14              | Fecha 14  | Fecha 14            | Fecha 14                 | Fecha 14     | Fecha 14 |
| Local                 | Resultado | Visitante           | Estadio                  | Día          | Hora     |
| --------------------- | --------- | ------------------- | ------------------------ | ------------ | -------- |
| General Caballero JLM | 1 – 1     | Cerro Porteño       | Ka'arendy                | 6 de octubre | 19:30    |
| Guaireña              | 1 – 5     | Libertad            | Parque del Guairá        | 7 de octubre | 18:00    |
| Nacional              | 1 – 0     | Olimpia             | Arsenio Erico            | 7 de octubre | 20:30    |
| Resistencia           | 1 – 4     | Sportivo Trinidense | Arsenio Erico            | 8 de octubre | 18:00    |
| Guaraní               | 2 – 0     | Tacuary             | Rogelio Silvino Livieres | 8 de octubre | 20:30    |
| Sportivo Ameliano     | 0 – 2     | Sportivo Luqueño    | Luis Alfonso Giagni      | 9 de octubre | 19:30    |

| Fecha 15         | Fecha 15  | Fecha 15              | Fecha 15            | Fecha 15      | Fecha 15 |
| Local            | Resultado | Visitante             | Estadio             | Día           | Hora     |
| ---------------- | --------- | --------------------- | ------------------- | ------------- | -------- |
| Nacional         | 4 – 0     | Guaraní               | Arsenio Erico       | 18 de octubre | 18:00    |
| Tacuary          | 1 – 3     | Guaireña              | Luis Alfonso Giagni | 18 de octubre | 20:30    |
| Sportivo Luqueño | 1 – 0     | General Caballero JLM | Feliciano Cáceres   | 19 de octubre | 19:30    |
| Libertad         | 3 – 0     | Sportivo Ameliano     | Tigo La Huerta      | 20 de octubre | 19:30    |
| Olimpia          | 2 – 2     | Sportivo Trinidense   | Manuel Ferreira     | 21 de octubre | 18:00    |
| Cerro Porteño    | 4 – 1     | Resistencia           | General Pablo Rojas | 21 de octubre | 20:30    |

| Fecha 16              | Fecha 16  | Fecha 16         | Fecha 16                 | Fecha 16      | Fecha 16 |
| Local                 | Resultado | Visitante        | Estadio                  | Día           | Hora     |
| --------------------- | --------- | ---------------- | ------------------------ | ------------- | -------- |
| Guaireña              | 0 – 0     | Nacional         | Parque del Guairá        | 22 de octubre | 18:00    |
| General Caballero JLM | 0 – 0     | Libertad         | Ka'arendy                | 23 de octubre | 18:00    |
| Sportivo Ameliano     | 2 – 1     | Tacuary          | Luis Alfonso Giagni      | 23 de octubre | 20:30    |
| Sportivo Trinidense   | 2 – 5     | Cerro Porteño    | Arsenio Erico            | 24 de octubre | 18:00    |
| Guaraní               | 0 – 1     | Olimpia          | Rogelio Silvino Livieres | 24 de octubre | 20:30    |
| Resistencia           | 0 – 0     | Sportivo Luqueño | Arsenio Erico            | 25 de octubre | 19:30    |

| Fecha 17         | Fecha 17  | Fecha 17              | Fecha 17                 | Fecha 17      | Fecha 17 |
| Local            | Resultado | Visitante             | Estadio                  | Día           | Hora     |
| ---------------- | --------- | --------------------- | ------------------------ | ------------- | -------- |
| Tacuary          | 3 – 0     | General Caballero JLM | Luis Alfonso Giagni      | 27 de octubre | 19:30    |
| Nacional         | 2 – 1     | Sportivo Ameliano     | Arsenio Erico            | 28 de octubre | 18:00    |
| Guaraní          | 0 – 0     | Guaireña              | Rogelio Silvino Livieres | 28 de octubre | 20:30    |
| Olimpia          | 0 – 0     | Cerro Porteño         | Manuel Ferreira          | 29 de octubre | 17:00    |
| Sportivo Luqueño | 2 – 1     | Sportivo Trinidense   | Feliciano Cáceres        | 30 de octubre | 18:00    |
| Libertad         | 4 – 1     | Resistencia           | Tigo La Huerta           | 30 de octubre | 20:30    |

| Fecha 18              | Fecha 18  | Fecha 18         | Fecha 18            | Fecha 18       | Fecha 18 |
| Local                 | Resultado | Visitante        | Estadio             | Día            | Hora     |
| --------------------- | --------- | ---------------- | ------------------- | -------------- | -------- |
| Sportivo Ameliano     | 0 – 0     | Guaraní          | Luis Alfonso Giagni | 1 de noviembre | 18:00    |
| General Caballero JLM | 0 – 0     | Nacional         | Ka'arendy           | 1 de noviembre | 20:30    |
| Resistencia           | 1 – 3     | Tacuary          | Luis Alfonso Giagni | 2 de noviembre | 18:00    |
| Sportivo Trinidense   | 1 – 1     | Libertad         | Martín Torres       | 2 de noviembre | 20:30    |
| Guaireña              | 0 – 1     | Olimpia          | Parque del Guairá   | 3 de noviembre | 18:00    |
| Cerro Porteño         | 2 – 0     | Sportivo Luqueño | General Pablo Rojas | 3 de noviembre | 20:30    |

| Fecha 19 | Fecha 19  | Fecha 19              | Fecha 19                 | Fecha 19       | Fecha 19 |
| Local    | Resultado | Visitante             | Estadio                  | Día            | Hora     |
| -------- | --------- | --------------------- | ------------------------ | -------------- | -------- |
| Tacuary  | 1 – 0     | Sportivo Trinidense   | Luis Alfonso Giagni      | 5 de noviembre | 18:00    |
| Guaraní  | 2 – 0     | General Caballero JLM | Rogelio Silvino Livieres | 5 de noviembre | 20:30    |
| Libertad | 1 – 1     | Cerro Porteño         | Tigo La Huerta           | 6 de noviembre | 18:00    |
| Nacional | 5 – 0     | Resistencia           | Arsenio Erico            | 6 de noviembre | 20:30    |
| Guaireña | 2 – 2     | Sportivo Ameliano     | Parque del Guairá        | 7 de noviembre | 18:00    |
| Olimpia  | 2 – 1     | Sportivo Luqueño      | Manuel Ferreira          | 7 de noviembre | 20:30    |

| Fecha 20              | Fecha 20  | Fecha 20     | Fecha 20            | Fecha 20        | Fecha 20 |
| Local                 | Resultado | Visitante    | Estadio             | Día             | Hora     |
| --------------------- | --------- | ------------ | ------------------- | --------------- | -------- |
| Sportivo Ameliano     | 1 – 0     | Olimpia      | Luis Alfonso Giagni | 11 de noviembre | 18:30    |
| General Caballero JLM | 0 – 0     | Guaireña     | Ka'arendy           | 11 de noviembre | 20:30    |
| Cerro Porteño         | 1 – 1     | Tacuary      | General Pablo Rojas | 12 de noviembre | 19:00    |
| Sportivo Luqueño      | 0 – 1     | Libertad (C) | Feliciano Cáceres   | 12 de noviembre | 19:00    |
| Resistencia           | 0 – 1     | Guaraní      | Luis Alfonso Giagni | 13 de noviembre | 18:00    |
| Sportivo Trinidense   | 1 – 1     | Nacional     | Martín Torres       | 13 de noviembre | 20:30    |

| Fecha 21          | Fecha 21  | Fecha 21              | Fecha 21                 | Fecha 21        | Fecha 21 |
| Local             | Resultado | Visitante             | Estadio                  | Día             | Hora     |
| ----------------- | --------- | --------------------- | ------------------------ | --------------- | -------- |
| Guaireña          | 4 – 1     | Resistencia           | Parque del Guairá        | 23 de noviembre | 19:30    |
| Tacuary           | 1 – 1     | Sportivo Luqueño      | Luis Alfonso Giagni      | 23 de noviembre | 19:30    |
| Sportivo Ameliano | 1 – 2     | General Caballero JLM | Luis Alfonso Giagni      | 24 de noviembre | 19:30    |
| Olimpia           | 1 – 3     | Libertad              | Manuel Ferreira          | 25 de noviembre | 19:30    |
| Guaraní           | 0 – 2     | Sportivo Trinidense   | Rogelio Silvino Livieres | 25 de noviembre | 19:30    |
| Nacional          | 1 – 1     | Cerro Porteño         | Arsenio Erico            | 26 de noviembre | 19:00    |

| Fecha 22              | Fecha 22  | Fecha 22          | Fecha 22            | Fecha 22        | Fecha 22 |
| Local                 | Resultado | Visitante         | Estadio             | Día             | Hora     |
| --------------------- | --------- | ----------------- | ------------------- | --------------- | -------- |
| Sportivo Trinidense   | 7 – 2     | Guaireña          | Martín Torres       | 29 de noviembre | 19:30    |
| Libertad              | 1 – 2     | Tacuary           | Tigo La Huerta      | 29 de noviembre | 19:30    |
| Resistencia           | 0 – 3     | Sportivo Ameliano | Luis Alfonso Giagni | 30 de noviembre | 20:30    |
| General Caballero JLM | 0 – 1     | Olimpia           | Ka'arendy           | 1 de diciembre  | 19:30    |
| Sportivo Luqueño      | 1 – 1     | Nacional          | Feliciano Cáceres   | 1 de diciembre  | 19:30    |
| Cerro Porteño         | 4 – 0     | Guaraní           | General Pablo Rojas | 1 de diciembre  | 19:30    |

### Resultados
| Local \ Visitante     | TRI | CPO | GCM | GRÑ | GUA | LIB | NAC | LUQ | OLI | RES | AME | TAC |
| --------------------- | --- | --- | --- | --- | --- | --- | --- | --- | --- | --- | --- | --- |
| Sportivo Trinidense   |     | 2–5 | 0–3 | 7–2 | 0–0 | 1–1 | 1–1 | 1–2 | 1–1 | 1–2 | 3–2 | 1–1 |
| Cerro Porteño         | 4–1 |     | 2–0 | 1–3 | 4–0 | 1–1 | 1–1 | 2–0 | 1–1 | 4–1 | 3–2 | 1–1 |
| General Caballero JLM | 2–0 | 1–1 |     | 0–0 | 0–1 | 0–0 | 0–0 | 1–0 | 0–1 | 2–0 | 1–4 | 0–0 |
| Guaireña              | 2–0 | 1–4 | 2–1 |     | 2–1 | 1–5 | 0–0 | 2–2 | 0–1 | 4–1 | 2–2 | 1–2 |
| Guaraní               | 0–2 | 1–0 | 2–0 | 0–0 |     | 0–3 | 1–1 | 2–1 | 0–1 | 3–2 | 0–3 | 2–0 |
| Libertad              | 0–1 | 1–1 | 0–0 | 4–3 | 0–0 |     | 2–0 | 2–0 | 4–0 | 4–1 | 3–0 | 1–2 |
| Nacional              | 1–2 | 1–1 | 2–3 | 2–0 | 4–0 | 2–3 |     | 2–1 | 1–0 | 5–0 | 2–1 | 1–1 |
| Sportivo Luqueño      | 2–1 | 2–2 | 1–0 | 1–0 | 1–2 | 0–1 | 1–1 |     | 0–1 | 2–2 | 1–2 | 3–1 |
| Olimpia               | 2–2 | 0–0 | 3–1 | 1–1 | 5–3 | 1–3 | 1–2 | 2–1 |     | 0–0 | 4–0 | 1–2 |
| Resistencia           | 1–4 | 0–1 | 1–1 | 1–0 | 0–1 | 0–1 | 2–1 | 0–0 | 3–2 |     | 0–3 | 1–3 |
| Sportivo Ameliano     | 0–3 | 0–1 | 1–2 | 4–0 | 0–3 | 0–2 | 2–0 | 0–2 | 1–0 | 1–2 |     | 2–1 |
| Tacuary               | 1–0 | 1–1 | 3–0 | 1–3 | 0–1 | 0–4 | 0–3 | 1–1 | 0–0 | 1–0 | 2–2 |     |

## Campeón
|                       |
| Libertad 24.to título |

## Clasificación para copas internacionales

### Puntaje acumulado
El puntaje acumulado es el que obtiene cada equipo al sumar los torneos Apertura y Clausura de 2023. Al cierre de temporada se definirá a los representantes de la APF en los torneos de Conmebol en 2024.
- Para la Copa Libertadores 2024 clasifican 4: los campeones del Apertura y Clausura, ordenados según sus posiciones finales en la tabla;[4] el Campeón de la Copa Paraguay 2023, y el mejor ubicado en la Tabla General, sin contar a los mencionados anteriormente.[4] Si el mismo club repitiera el título logra automáticamente el primer cupo, otorgando los restantes a los finalizados en segundo, tercer y cuarto lugar.[4] Los dos mejores acceden a la fase de grupos, el tercero ingresa desde la fase preclasificatoria 2 y el campeón de la Copa Paraguay 2023 lo hace a partir de la fase preclasificatoria 1.[4][5]

- Para la Copa Sudamericana 2024 clasifican 4: los cuatro primeros colocados, excluyendo a los clasificados para la Copa Libertadores.

Para ambos torneos, en caso de paridad de puntos entre dos o más equipos, se toma en cuenta la diferencia de goles.  Los campeones del Apertura y Clausura aseguran su participación en la Libertadores como Paraguay 1 o 2, sin depender de la posición que ocuparon en esta tabla.
| Pos. | Equipo                | Pts. | PJ | G  | E  | P  | GF | GC | Dif. | Clasificación 2024                      |
| ---- | --------------------- | ---- | -- | -- | -- | -- | -- | -- | ---- | --------------------------------------- |
| 1    | Libertad              | 99   | 44 | 30 | 9  | 5  | 84 | 29 | +55  | Fase de grupos de la Copa Libertadores. |
| 2    | Cerro Porteño         | 81   | 44 | 21 | 18 | 5  | 81 | 50 | +31  | Fase de grupos de la Copa Libertadores. |
| 3    | Sportivo Trinidense   | 65   | 44 | 18 | 11 | 15 | 68 | 56 | +12  | Segunda fase de la Copa Libertadores.   |
| 4    | Nacional              | 65   | 44 | 17 | 14 | 13 | 56 | 44 | +12  | Primera fase de la Copa Libertadores.   |
| 5    | Guaraní               | 65   | 44 | 17 | 14 | 13 | 49 | 53 | −4   | Primera fase de la Copa Sudamericana.   |
| 6    | Olimpia               | 62   | 44 | 16 | 14 | 14 | 60 | 52 | +8   | Primera fase de la Copa Sudamericana.   |
| 7    | Sportivo Ameliano     | 57   | 44 | 15 | 12 | 17 | 59 | 62 | −3   | Primera fase de la Copa Sudamericana.   |
| 8    | Sportivo Luqueño      | 51   | 44 | 12 | 15 | 17 | 51 | 56 | −5   | Primera fase de la Copa Sudamericana.   |
| 9    | General Caballero JLM | 49   | 44 | 12 | 13 | 19 | 39 | 52 | −13  |                                         |
| 10   | Tacuary               | 44   | 44 | 11 | 11 | 22 | 40 | 60 | −20  |                                         |
| 11   | Guaireña              | 41   | 44 | 9  | 14 | 21 | 44 | 72 | −28  |                                         |
| 12   | Resistencia           | 36   | 44 | 9  | 9  | 26 | 34 | 79 | −45  |                                         |

Actualizado a los partidos jugados el 1 de diciembre de 2023.
 Fuente: APF
Notas:
1. ↑  Nacional clasificó a la Copa Libertadores tras finalizar en tercer lugar de la Copa Paraguay 2023 debido a que Libertad, campeón de ambos torneos, ganó esta edición.

## Tabla de promedios
| Pos. | Equipo                | Prom. | Pts. | PJ  | '21 | '22 | '23 |
| ---- | --------------------- | ----- | ---- | --- | --- | --- | --- |
| 1.°  | Libertad              | 2.056 | 255  | 124 | 65  | 91  | 99  |
| 2.°  | Cerro Porteño         | 1.976 | 245  | 124 | 66  | 98  | 81  |
| 3.°  | Olimpia               | 1.653 | 205  | 124 | 51  | 92  | 62  |
| 4.°  | Nacional              | 1.500 | 186  | 124 | 50  | 71  | 65  |
| 5.°  | Sportivo Trinidense   | 1.477 | 65   | 44  | —   | —   | 65  |
| 6.°  | Guaraní               | 1.460 | 181  | 124 | 61  | 55  | 65  |
| 7.°  | Sportivo Ameliano     | 1.193 | 105  | 88  | —   | 48  | 57  |
| 8.°  | Sportivo Luqueño      | 1.159 | 51   | 44  | —   | —   | 51  |
| 9.°  | General Caballero JLM | 1.136 | 100  | 88  | —   | 51  | 49  |
| 10.° | Tacuary               | 1.102 | 97   | 88  | —   | 53  | 44  |
| 11.° | Guaireña (D)          | 1.089 | 135  | 124 | 44  | 50  | 41  |
| 12.° | Resistencia (D)       | 0.966 | 85   | 88  | —   | 49  | 36  |

     Descendidos a la División Intermedia.

## Goleadores
| Pos. | Jugador           | Club                 | Goles |
| ---- | ----------------- | -------------------- | ----- |
| 1    | Óscar Cardozo     | Libertad             | 11    |
| 2    | Gustavo Aguilar   | Nacional             | 9     |
| 3    | Elvio Vera        | Sportivo Ameliano    | 8     |
| 4    | Héctor Villalba   | Libertad             | 7     |
| 5    | Óscar Giménez     | Sportivo Trinidense  | 7     |
| 6    | Alfio Oviedo      | Cerro Porteño        | 6     |
| 7    | Kevin Parzajuk    | Guaireña             | 6     |
| 8    | José Verdún       | Guaireña             | 6     |
| 9    | Cecilio Domínguez | Cerro Porteño        | 6     |
| 10   | Jorge Sanguina    | General Cabllero JLM | 5     |
| 11   | Lorenzo Melgarejo | Libertad             | 5     |
| 12   | Facundo Velazco   | Nacional             | 5     |
| 13   | Brian Montenegro  | Olimpia              | 5     |
| 14   | Paul Charpentier  | Sportivo Luqueño     | 5     |
| 15   | Rodrigo Ruiz Díaz | Resistencia          | 5     |

## Premios
En la Gala de Los Premios de Primera APF, realizada el Lunes 4 de diciembre de 2023 en el local de la Asociación Paraguaya de Fútbol, en la ciudad de Luque, fueron galardonados los clubes y las figuras de la temporada 2023. Se consideran todos los torneos disputados en el año.
| Premio                               | Jugador                 | Club                 |
| ------------------------------------ | ----------------------- | -------------------- |
| Mejor jugador del año                | Óscar Cardozo           | Libertad             |
| Goleador                             | Óscar Cardozo           | Libertad             |
| Mejor Arquero                        | Martín Silva            | Libertad             |
| Mejor Gol del año                    | Jorge Ortega            | Tacuary              |
| Futbolista de la gente               | Damián Bobadilla        | Cerro Porteño        |
| Técnico destacado                    | Daniel Garnero          | Libertad             |
| Futbolista joven Revelación          | Bernardo Romero Benítez | Guaraní              |
| Equipo Fair Play                     | Libertad                | Libertad             |
| Club que más minutos dio a un sub-18 | Libertad                | Libertad             |
| Árbitro de campo destacado           | Juan Gabriel Benítez    | Juan Gabriel Benítez |
| Árbitra de campo destacada           | Zulma Quiñónez          | Zulma Quiñónez       |
| Árbitro Asistente Destacado          | Eduardo Cardozo         | Eduardo Cardozo      |
| Árbitro VAR Destacado                | Carlos Paul Benítez     | Carlos Paul Benítez  |